# Peeter Tulviste
Peeter Tulviste (ur. 28 października 1945 w Tallinnie, zm. 11 marca 2017) – estoński polityk, psycholog i nauczyciel akademicki, profesor i rektor Uniwersytetu w Tartu. W 1980 roku został jednym z sygnatariuszy tzw. Listu 40.